# Alberto Adriani
Alberto Rómulo Adriani Mazzei (Zea, estado Mérida, 14 de junio de 1898 – Caracas, 10 de agosto de 1936), fue un economista, escritor  y político venezolano. El 1 de marzo de 1936 el presidente Eleazar López Contreras designó a Adriani ministro de Agricultura y cría, en donde llevó a cabo la transformación del Banco Agrícola y Pecuario en una institución que protegiera la agricultura, especialmente mediante el otorgamiento de créditos. Posteriormente, el 29 de abril de 1936, fue designado por López Contreras ministro de Hacienda.

## Biografía

### Primeros años

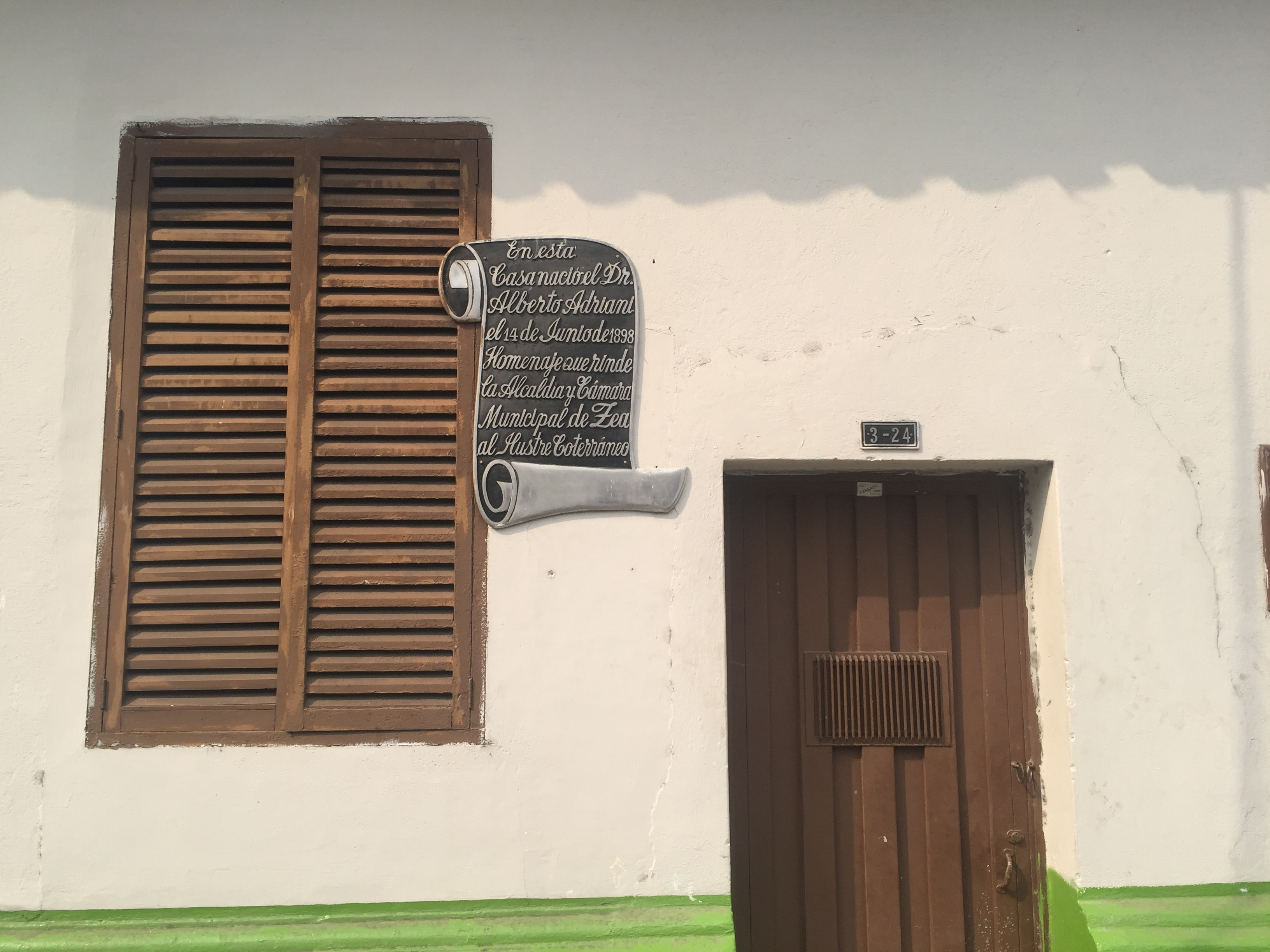
Placa que indica el lugar de nacimiento de Alberto Adriani en la población de Zea, estado Mérida.

Hijo de Giuseppe Adriani y María Mazzei, inmigrantes italianos llegados a Venezuela en 1892 y radicados desde 1894 en la pequeña población de Zea, ubicada en el Valle de Murmuquena del estado Mérida, Alberto fue el tercero de cinco hijos italovenezolanos. Realiza sus primeros estudios en el colegio Santo Tomás de Aquino, dirigido por Félix Román Duque, quien lo impulsa en la búsqueda de nuevos conocimientos. Además de las asignaturas regulares, recibe clases de idiomas, contabilidad, música, solfeo, telegrafía y catecismo.
Para estudiar bachillerato se traslada, junto a su hermano Elbano, a la ciudad de Mérida, donde se gradúa en 1916. En diciembre de ese mismo año se muda a Caracas y comienza a estudiar en la Escuela de Derecho creada como consecuencia del cierre de la Universidad Central de Venezuela (UCV). De esos años son memorables las cartas y conversaciones, en la pensión estudiantil, con otro coterráneo suyo, el escritor Mariano Picón Salas, quien se convertirá en uno de sus grandes amigos.  Con este famoso escritor también colabora en la revista Cultura Venezolana.
El entonces canciller Esteban Gil Borges descubre las cualidades de Adriani y nombra a su discípulo de la Escuela de Derecho como su secretario. En 1921 viaja a Nueva York a la inauguración de una estatua dedicada a Simón Bolívar por motivo del centenario de la Batalla de Carabobo.

### La formación europea

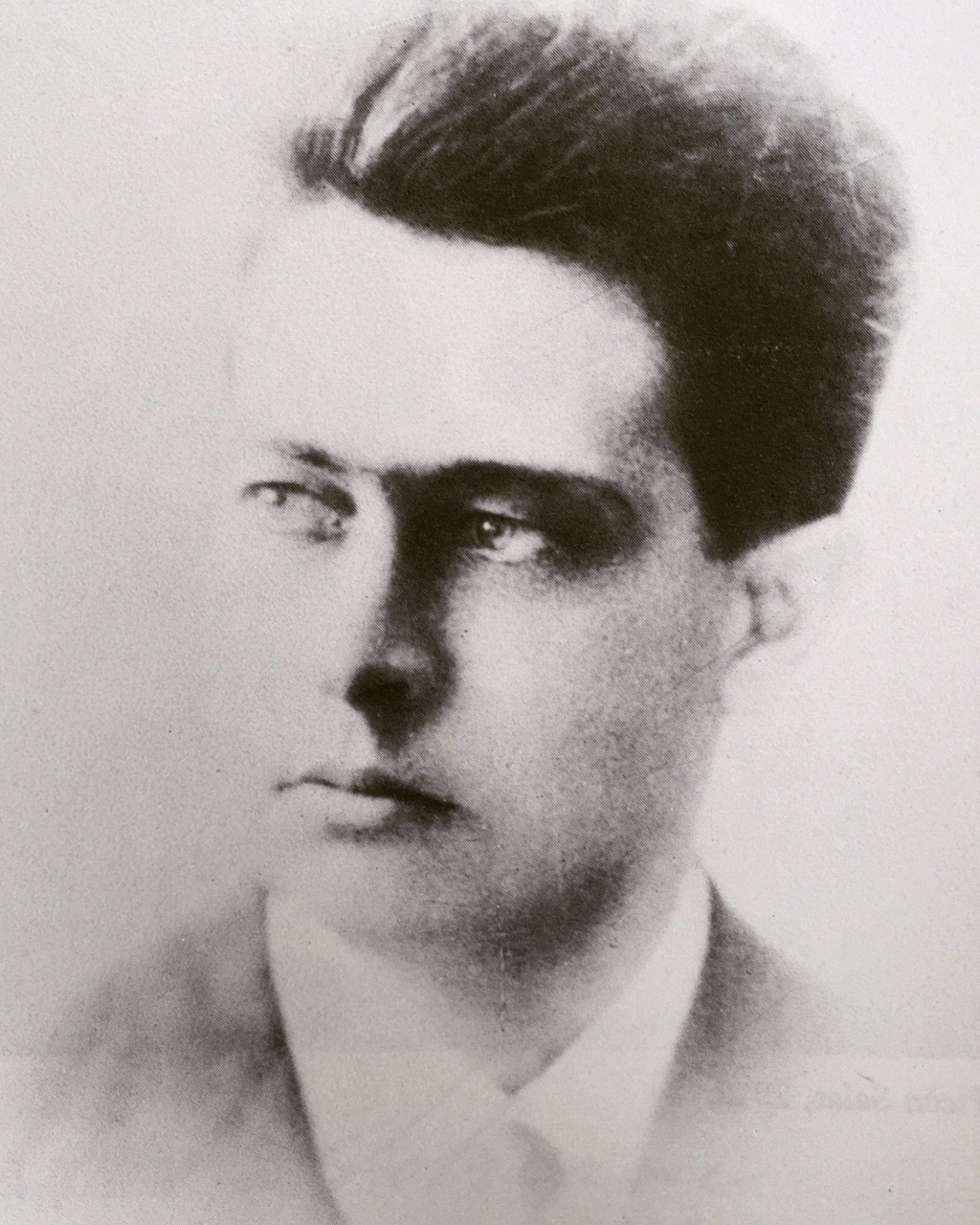
Alberto Adriani en 1919.

A su regreso a Venezuela es designado como cónsul en Ginebra, ya que también conocía perfectamente el francés, italiano, inglés y alemán.
Al poco tiempo Gil Borges es destituido del ministerio y Adriani es removido de su cargo. A pesar de esto, continuó con sus estudios en la Facultad de Ciencias Sociales de la Universidad de Ginebra, de donde se graduó en 1925. Al poco tiempo es designado como secretario de la legación de Venezuela en la Sociedad de las Naciones.  En 1926 logra encontrar el archivo del general Francisco de Miranda que se creía perdido. Este importante documento histórico llamado Colombeia  fue localizado en Cirencester, Inglaterra y Adriani realizó todos los trámites para que el gobierno de Venezuela lo adquiriera. Caracciolo Parra Pérez, quien fungía como Ministro de Relaciones Exteriores que era su amigo y paisano de Adriani, aceptó la propuesta de adquirirlo pero tomó para sí la paternidad del descubrimiento.
Después de graduarse viaja a Londres donde se radicará hasta 1928. En esos años Picón Salas lo invita a escribir un trabajo para la revista Atenea de la Universidad de Concepción en Chile. El artículo es publicado en la edición de agosto de 1925 y trata sobre un análisis del continente europeo y su recomposición.
De Londres pasa a Washington D. C. por invitación de Esteban Gil Borges, quien ejerce el cargo de subdirector de la Unión Panamericana, organismo que se convirtió en 1948 en la actual OEA. Es así como Adriani trabaja como primer jefe de la División de Cooperación Agrícola de la institución, donde dirige su Boletín y ayuda en la realización de la I Conferencia Interamericana de Agricultura.
Adriani entonces hacía parte de un grupo de pensadores venezolanos —entre ellos algunos altos funcionarios del mismo gobierno gomecista— que querían mejorar la agricultura venezolana. Los más importantes eran José Gil Fortoul, Henri Pittier, Lisandro Alvarado y Vicente Lecuna. A pesar de la indiferencia del presidente Juan Vicente Gómez, los miembros de este círculo empezaron un diálogo profesional sobre la agricultura venezolana y su modernización.

Mientras no se adopte y ejecute un plan científico para la racionalización de nuestra agricultura, no nos libraremos de la pesadilla del café, no se diversificará nuestra producción agrícola, la prosperidad económica y el bienestar social de nuestro país no podrán descansar sobre bases sólidas.Alberto Adriani, El café y nosotros (1929)

### Regreso a Venezuela
A principios de 1930 regresa a Venezuela y se establece nuevamente en Zea, donde colabora con sus padres en labores agrícolas. A pesar de lo remoto del lugar, recibe correos, periódicos y revistas de diversas partes del mundo y colabora con publicaciones tales como el Boletín de la Unión Panamericana, Revista Cultura Venezolana, Revista Mercantil de San Cristóbal y de la Cámara de Comercio de Caracas. En este último boletín publica el ensayo La crisis, los cambios y nosotros, el cual trata sobre la crisis monetaria en países como Alemania y Austria como consecuencia de la I Guerra Mundial; la necesidad de crear un Banco Central en Venezuela y la tesis de devaluar el bolívar como medida para remediar la crisis. Este planteamiento causó polémicas entre los expertos de la economía.
En 1931 Alberto Adriani propuso crear el Banco de la Nación, con objeto de que fuera la entidad emisora de la moneda nacional: exactamente diez años después de esa propuesta se fundó el Banco Central de Venezuela. En ese año planteó la necesidad de favorecer la emigración en masa a Venezuela desde Europa.
Adriani describió en sus escritos desde su ciudad natal Zea, entre 1932 y 1934, cómo el auge de un recurso natural da lugar a una sobrevaluación de la moneda local que abarata los productos importados y encarece la oferta exportadora agrícola e industrial, desplazando y atrofiando la actividad agropecuaria y manufacturera a favor de bienes y servicios no transables como la construcción y la especulación inmobiliaria y financiera, con el consecuente empobrecimiento de las zonas rurales y el enriquecimiento ficticio de las ciudades. Para Adriani la solución estaba en un estado fuerte que controlara eficazmente la distribución de la riqueza: en esto se acercó al corporativismo del fascismo italiano, aunque rechazando su excesivo autoritarismo y favoreciendo el liberalismo keynesiano.
Para cuando fallece en Maracay el dictador Juan Vicente Gómez en diciembre de 1935, Adriani es reconocido como uno de los venezolanos con mayor preparación para las funciones de gobierno, por este motivo el nuevo presidente, Eleazar López Contreras, lo llama a Caracas para que presida la comisión que redacta el Programa de Febrero, primer plan de gobierno moderno en la historia de Venezuela.

## Ministro de Agricultura y Hacienda

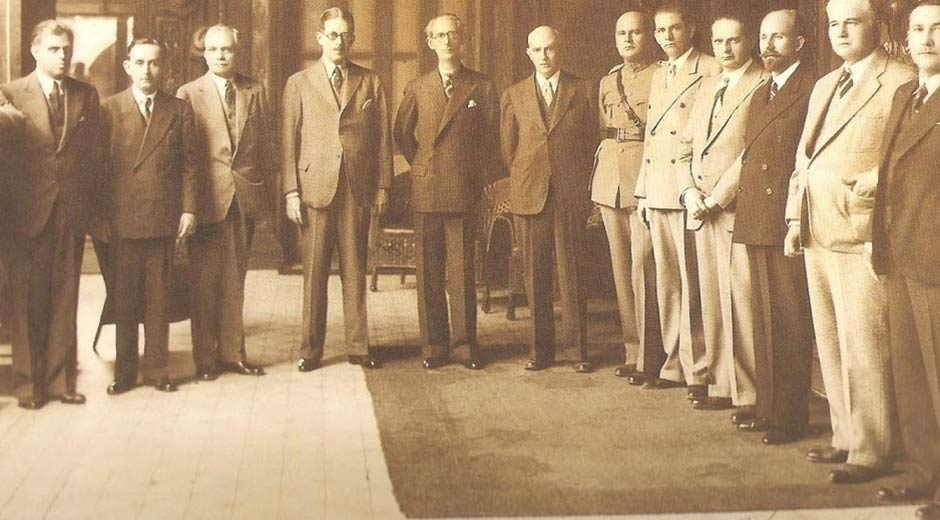
López Contreras y su gabinete ministerial en el Palacio de Miraflores, 1936. Adriani es el primero a la izquierda

El presidente López Contreras decide separar los asuntos de la agricultura del Ministerio de Sanidad y Asistencia Social. Es así como recae en Adriani la responsabilidad de conducir por primera vez esta cartera.

El Movimiento de Organización Venezolana tuvo mayor fortuna. ORVE, fundada por Alberto Adriani y Mariano Picón-Salas, atrajo a innumerables intelectuales. ORVE nació el 1.º de marzo 1936 en una concentración en el «Nuevo Circo». Atrajo a la gran mayoría de intelectuales. Bajo el liderazgo de Adriani y Picón-Salas surge como un factor de moderación. Condenan los apresuramientos ideológicos, la lucha de clases, como si adivinaran la fragilidad de la transición política. Muy pronto, Adriani ingresó al gabinete como ministro de Agricultura, y Picón-Salas fue enviado al servicio exterior en Praga.
— Simón Alberto Consalvi

A las pocas semanas se convierte en el primer funcionario de rango ministerial en comunicarse con el país a través de la radio, desde donde anuncia la reforma de un decreto del 27 de enero de 1936 sobre primas de exportación; una importante suma para el Banco Agrícola y Pecuario destinada a los agricultores; la firma de una convención entre el gobierno y el Banco de Venezuela para las garantías de las cosechas y la creación de una revista para el debate de las ideas de agricultura, la misma empezó a circular en mayo de 1936 con el nombre de El agricultor venezolano. El 1 de marzo funda, junto a Picón Salas y a los futuros presidentes Rómulo Betancourt y Raúl Leoni, el Movimiento de Organización Venezolana (ORVE), en el cual condenan los extremos ideológicos y la lucha de clases.
El 19 de abril presenta su primera memoria del despacho y diez días después es designado por el presidente como nuevo Ministro de Hacienda, en sustitución de Alejandro Lara. En su nueva función, funda la Revista de Hacienda También participó en la fundación del movimiento político ORVE y en la elaboración de sus estatutos y se desempeñó como miembro de la secretaría política de dicha organizacióny prepara el Proyecto de Presupuesto de Rentas y Gastos Públicos para el período comprendido entre el 1 de julio de 1936 y el 30 de junio de 1937. En el proyecto presentado al Congreso Nacional, propone poner en marcha una política económica donde haya un rol más protagónico por parte del Estado. También presenta un proyecto de Arancel Aduanero y otro para la Ley Orgánica de la Renta Nacional de Cigarrillos, así como un proyecto de impuestos sobre herencias y legados.
Cuando fue nombrado Ministro del gobierno de Eleazar López Contreras en 1936 se trasladó a vivir en Caracas. Adriani Mazzei formuló entonces la famosa frase Sembrar el Petroleo, refiriéndose a la necesidad de que las entradas del petróleo -que en esa época empezaban a inundar abundantemente las cajas del gobierno venezolano- no fueran desperdiciadas en enriquecer solamente un grupo de políticos y empresarios oligarcas. Adriani Mazzei como economista era partidario de un estado fuerte que nivelara la oligarquía de los tiempos del dictador Gómez: como consecuencia se creó mucha hostilidad en contra suya. Al poco tiempo fue encontrado muerto el 10 de agosto de 1936 como consecuencia de un ataque cardíaco.

## Fallecimiento y homenajes

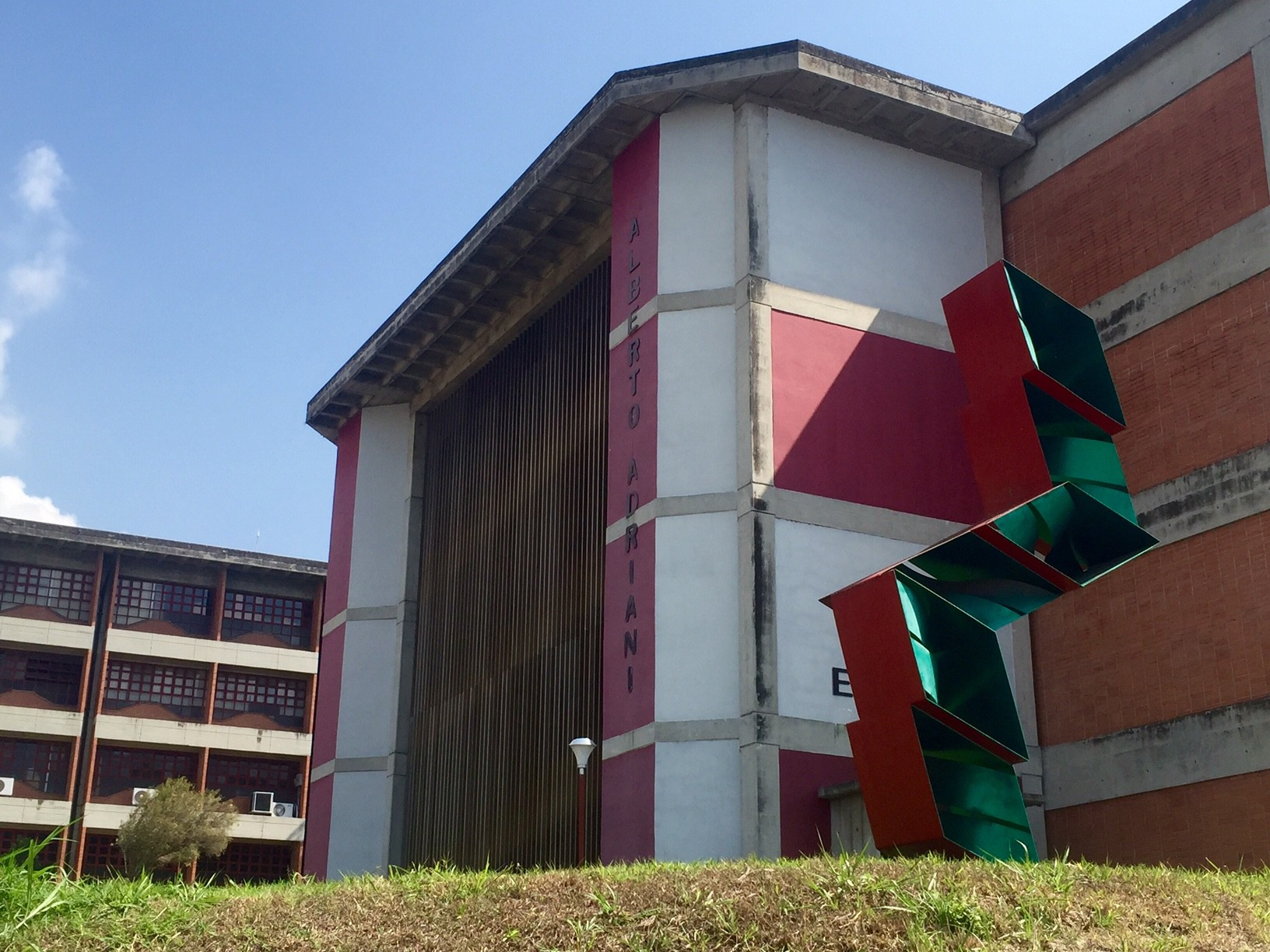
Edificio Alberto Adriani de Faces en la ULA, Mérida.

El lunes 10 de agosto de 1936 Alberto Adriani fue encontrado muerto en su habitación del Hotel Majestic, en el centro de Caracas, tenía 38 años. Se le realizó la autopsia en el Hospital Vargas, la cual determinó que había fallecido de un infarto. En su embalsamamiento participaron los doctores Córdoba, Gutiérrez Solís y Lairet; después fue velado en la capilla del hospital. En el Salón Elíptico del Palacio Federal Legislativo se le realizaron los honores correspondientes a su cargo. El presidente López Contreras decretó tres días de duelo oficial.
Existieron diversidades de comentarios sobre la muerte de Adriani, dada su muy buena salud. Pedro Pablo Paredes opinó que fue envenenado, supuestamente con substancias que le provocaron un infarto.

La leyenda del Doctor Adriani se cierra de manera trágica. ¿Cómo fue eso? Comenzó a reformar su ministerio con toda responsabilidad: sustituyendo los incapaces, que son tan abundantes, y los peores, que son mucho más numerosos, con subalternos cultos y eficientes. Tan saludable disposición no le duró mucho tiempo. El 10 de Agosto de 1936, sin habérsele conocido afección patológica ninguna, amaneció muerto en su cama del entonces famoso Hotel Majestic. La leyenda dice, sin más vueltas, que murió envenenado. Nadie sabe, hasta la fecha, por quién. Nosotros pensamos en esta ligera evocación del ilustre merideño que lo envenenaron las manos de los que él llamaba, con absoluta certeza, los incapaces y los peores. P. Paredes

Sus ensayos más importantes (como el fundamental en que define por primera vez la frase "Sembrar el petroleo", sucesivamente divulgada por Uslar Pietri) fueron publicados de manera póstuma en el libro Labor venezolanista (1937), con introducción de Arturo Uslar Pietri y artículo crítico biográfico de Mariano Picón Salas. El volumen 217 de la Biblioteca Ayacucho es una compilación de diversos textos de Adriani bajo el título de Textos escogidos (1998), con selección y prólogo de Armando Rojas y cronología de Miguel Szinetar.

Adriani nunca escribió un libro para su publicación, pero sus trabajos fueron publicados en diarios y revistas de Venezuela y el extranjero. Al cumplirse un año de la muerte de Alberto Adriani, sus amigos Arturo Uslar Pietri y Diego Nucete Sardi recopilaron sus principales trabajos en libro titulado: «Labor Venezolanista». — Narciso Parra

Para difundir su vida y obra, en 1991 se crea la Fundación Alberto Adriani. El 27 de enero de 1999 sus restos fueron llevados al Panteón Nacional de Venezuela. Esculturas en memoria de Adriani se pueden encontrar en ciudades como Caracas, Mérida, El Vigía y su Zea natal.
En 2008 el economista Luis Xavier Grisanti publicó la biografía de Alberto Adriani en la Biblioteca Biográfica Venezolana del diario El Nacional.
Actualmente un municipio del estado Mérida lleva su nombre, así como la biblioteca del Ministerio de Agricultura, el edificio «H» de la Facultad de Ciencias Económicas y Sociales de la Universidad de Los Andes, una escuela técnica en San Cristóbal y el Instituto Universitario de Tecnología Alberto Adriani en Caracas.

## Obra
- Labor venezolanista (compilación póstuma)